# Santiago (provincie van Chili)
Santiago is een provincie van Chili in de Región Metropolitana. De provincie telde 5.250.565 inwoners in 2017 en heeft een oppervlakte van 2030 km². Hoofdstad is Santiago (in de gemeente Santiago).

## Gemeenten

Gemeenten in Santiago

Santiago is verdeeld in 32 gemeenten:
- Cerrillos
- Cerro Navia
- Conchalí
- El Bosque
- Estación Central
- Huechuraba
- Independencia
- La Cisterna
- La Florida
- La Granja
- La Pintana
- La Reina
- Las Condes
- Lo Barnechea
- Lo Espejo
- Lo Prado
- Macul
- Maipú
- Ñuñoa
- Pedro Aguirre Cerda
- Peñalolén
- Providencia
- Pudahuel
- Quilicura
- Quinta Normal
- Recoleta
- Renca
- San Joaquín
- San Miguel
- San Ramón
- Santiago
- Vitacura